# جيوفري باغلي
جيوفري باغلي هو رسام كندي، ولد في 3 نوفمبر 1901، وتوفي في 1992.